# Darkwing Duck (gra komputerowa)
Darkwing Duck – gra komputerowa wydana przez Capcom w 1992 roku, przeznaczona na konsolę NES.

## Fabuła
Organizacja F.O.W.L. atakuje miasto St. Cannar. Gąsior Gęgacz, dyrektor agencji S.Z.A. (Sumiennie Zawsze Ambitnych agentów) prosi Robin Ducka o pokonanie ich. Robinowi pomagają Śmigacz McKwak i Kwacia Tapmajer-Mallard. W grze jest 7 misji, a na końcu każdej Robin musi walczyć z bossem. Gracz wciela się w postać Robina i musi pokonać Szafranka, Wilkokwaka, Likwidatora, Krzaczora, Megawolta, Moliartego i Zakutego Dzioba.